# وانغ يانغ
وانغ يانغ (6 يناير 1995 بباودينغ في الصين - ) هو لاعب كرة قدم صيني في مركز الدفاع. لعب مع جيجيانغ غرينتاون وInner Mongolia Caoshangfei F.C. ‏.

## وصلات خارجية
- وانغ يانغ على موقع قاعدة بيانات كرة القدم.إي يو (الإنجليزية)
- وانغ يانغ على موقع Soccerway.com (الإنجليزية)